# Slavi occidentali

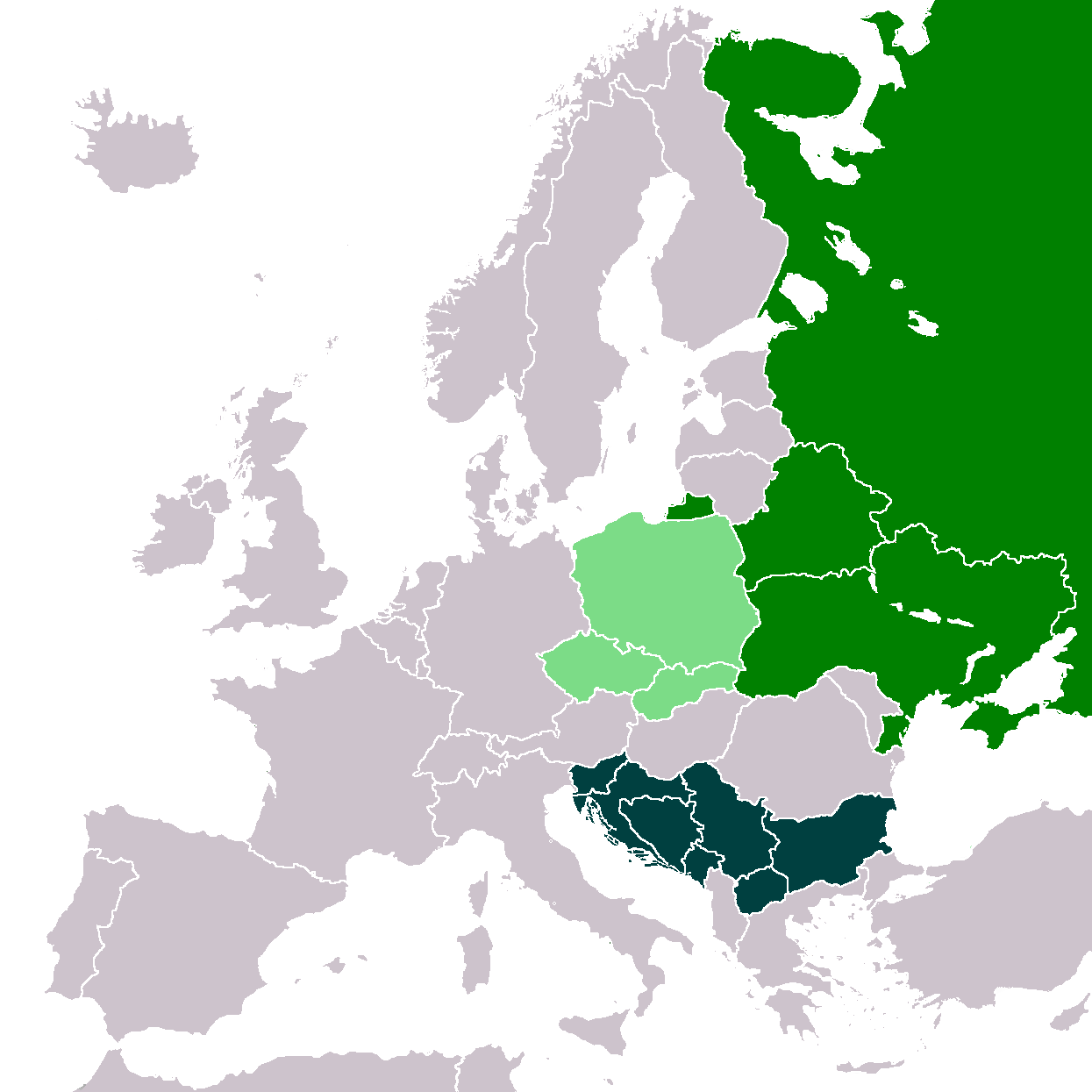
Nazioni abitate da slavi occidentali (in verde chiaro)

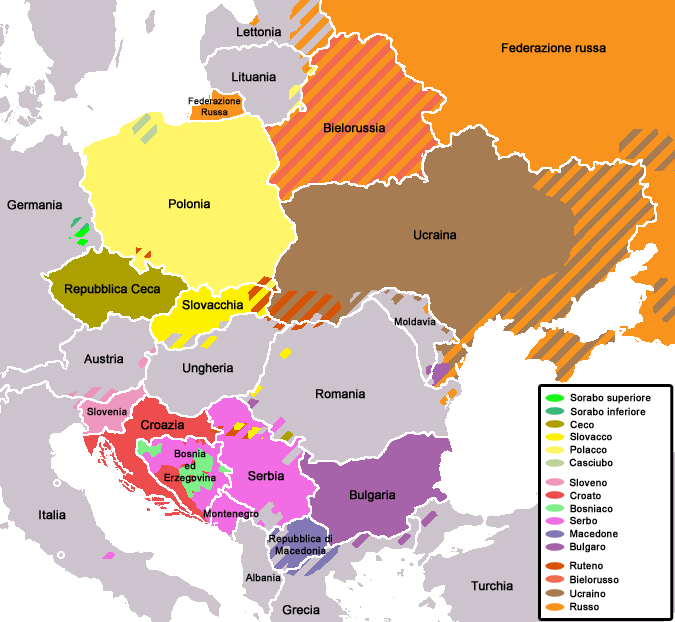
Distribuzione degli slavi per lingua

Gli slavi occidentali sono popoli slavi che parlano lingue slave occidentali. I cechi, i casciubi, i polacchi, gli slovacchi e i sorbi sono i gruppi etnici che si sono originati a partire dalle tribù originali slave occidentali. Tra questi, i casciubi sono stati assimilati dai polacchi, mentre i sorbi sono stati integrati all'interno della società tedesca; gli altri hanno mantenuto la loro identità culturale fino ad oggi. Le società degli slavi occidentali si svilupparono lungo i confini delle nazioni dell'Europa occidentale, giungendo in affiliazione politica con il Sacro Romano Impero.

## Storia
I primi stati slavi conosciuti da fonti scritte abitati dal gruppo meridionale degli slavi occidentali erano il Regno di Samo (623-658) e la Grande Moravia (833-907). I sorbi e alcuni altri slavi occidentali giunsero poi in contatto con il Sacro Romano Impero, e vennero assimilati dai tedeschi alla fine del XIX secolo. I polacchi orientali crearono il loro stato nel X secolo, e nel XX secolo assimilarono i casciubi. Da molti secoli, la Polonia ha stretti legami con gli stati confinanti ad ovest, da quanto il re polacco Boleslao I fu dichiarato da Ottone III di Sassonia "Frater et Cooperator Imperii" ("Fratello e Amico dell'Impero"). I cechi crearono in loro stato, la Boemia, nel X secolo e divennero parte del Sacro Romano Impero, anche se la Boemia godeva di uno status speciale all'interno dell'Impero. Gli slovacchi caddero gradualmente sotto la dominazione degli ungheresi nel X-XI secolo. Sia i cechi che gli slovacchi furono dal 1526 sotto il comando nella monarchia asburgica, e dal 1867 al 1918 parte dell'Austria-Ungheria.

## Gruppi etnici slavi occidentali
- Gruppo lechitico
  - Polacchi
    - Masovi
    - Polani
    - Vistolani
    - Lendiani

  - Slesiani
  - Pomerani
    - Casciubi
    - Slovinziani

  - Venedi
    - Obodriti o Abodriti
    - Polabi
    - Hevelli
    - Velunzani
    - Liutici/Veleti
    - Rani
    - Redari
- Gruppo ceco-slovacco
  - Cechi
    - Boemi
    - Moravi

  - Slovacchi
- Sorbi (Sorbo-Lusaziani)
  - Milceni (Sorbi superiori)
  - Lusaziani (Sorbi inferiori)

## Slavi occidentali del Geografo bavarese
Nell'845 il Geografo bavarese fece una lista dei gruppi etnici slavi occidentali nel territorio che corrisponde all'attuale Polonia, includendo anche gruppi non slavi:
| pos.: | nome latino nell'845 | nome polacco | numero di Gord (villaggi) |
| ----- | -------------------- | ------------ | ------------------------- |
| 7     | Hehfeldi             | Hawelanie    | 8                         |
| 15    | Miloxi               |              | 67                        |
| 17    | Thadesi              |              | 200                       |
| 18    | Glopeani             | Goplanie     | 400                       |
| 33    | Lendizi              | Lędzianie    | 68                        |
| 34    | Thafnezi             |              | 257                       |
| 36    | Prissani             | Pyrzyczanie  | 70                        |
| 37    | Uelunzani            | Wolinianie   | 70                        |
| 38    | Bruzi                | Prusowie     |                           |
| 47    | Ungare               | Węgrzy       |                           |
| 48    | Uuislane             | Wiślanie     |                           |
| 49    | Sleenzane            | Ślężanie     | 15                        |
| 50    | Lunsizi              | Łużyczanie   | 30                        |
| 51    | Diadesisi            | Dziadoszenie | 20                        |
| 52    | Milzane              | Milczanie    | 30                        |
| 53    | Besunzane            | Biezunczanie | 2                         |
| 56    | Lupiglaa             | Głupczanie   | 30                        |
| 57    | Opolini              | Opolanie     | 20                        |
| 58    | Golensizi            | Golenczycy   | 5                         |